# Teatre de la Institució Xaveriana
El Teatre de la Institució Xaveriana, conegut també com a Teatre de les Xaverianes, és un teatre situat al carrer dels Mercaders, núm. 32, de Barcelona, amb una capacitat per acollir un total de 417 espectadors, amb platea i primer pis.
El teatre pertany a la Institució Xaveriana i fou inaugurat l'any 1959. Va ser seu de la Filmoteca.